# Mrzla gora
Die Mrzla gora (deutsch auch Mrzla Gora geschrieben, oder Merzlagora, wörtlich übersetzt ‚Kalter Berg‘) ist ein 2203 m ü. A. hoher Berg in den Steiner Alpen an der Grenze von Kärnten und Slowenien.

## Geographie
Sie bildet den höchsten Gipfel im Talschluss der Vellacher Kotschna und ist somit der höchste Berg der Steiner Alpen in Österreich und der höchste Gipfel des Bezirks Völkermarkt. Die Mrzla gora hat allseits steil abfallende Felswände aus gebanktem Dachsteinkalk, die in tieferen Lagen in Schlerndolomit übergehen.

## Geschichte
Als erster Tourist erreichte Robert Lendlmayer von Lendenfeld am 21. Juli 1876 mit dem Führer Matijevec über den Südwestgrat vom Sanntaler Sattel den alpinistisch anspruchsvollen Gipfel.